# Eremiaphila foureaui
Eremiaphila foureaui är en bönsyrseart som beskrevs av Bolivar 1905. Eremiaphila foureaui ingår i släktet Eremiaphila och familjen Eremiaphilidae. Inga underarter finns listade i Catalogue of Life.